# 알리셰르 유수포프
알리셰르 할림보예비치 유수포프(우즈베크어: Alisher Halimboyevich Yusupov, 러시아어: Алишер Халимбоевич Юсупов, 1998년 11월 27일~)는 우즈베키스탄의 유도 선수이다. 2024년 하계 올림픽 남자 헤비급 동메달을 획득했으며 세계 유도 선수권 대회에서 동메달 2개를 획득했다.